# Sandra Pisani
Sandra Pisani, född 23 januari 1959, död 19 april 2022 i Adelaide, South Australia, var en australisk landhockeyspelare.
Hon tog OS-guld i damernas landhockeyturnering i samband med de olympiska landhockeytävlingarna 1988 i Seoul.